# Parque del Bicentenario
El Parque del Bicentenario es un parque arbolado en El Salvador que abarca los municipios de San Salvador y Antiguo Cuscatlán, en El Salvador. Forma parte de la Reserva Forestal El Espino y fue inaugurado el 5 de noviembre de 2011, día de la celebración del Bicentenario del Primer Movimiento Independentista de Centroamérica. Cuenta con una extensión de 91 hectáreas, lo cual lo convierte en un pulmón para la capital salvadoreña y el parque ecológico más grande dentro de una capital Centroamericana.

## Historia
Este parque forma parte de la Reserva Forestal El Espino y fue inaugurado el 5 de noviembre de 2011, día de la celebración del Bicentenario del Primer Movimiento Independentista de Centroamérica, de ahí surge precisamente su nombre. 
Esta Área Natural Protegida fue declarada como tal por medio de un Decreto Ejecutivo en el año 2009 y es propiedad de las alcaldías de San Salvador y Antiguo Cuscatlán, por Decreto Legislativo N°432 aprobado en 1993. En enero de 2010, se firman convenios de cooperación técnica con las municipalidades, para el manejo del Parque, basado en la Ley de Áreas Naturales Protegidas, con el fin de conservar su biodiversidad y servicios ecosistémicos, y desarrollar un espacio de recreación pasiva y educativa en el área del gran San Salvador, donde se pueda aprender sobre, la flora y fauna, la conservación ambiental y el desarrollo sostenible. Esta es la primera área natural protegida que se sitúa en la zona metropolitana del gran San Salvador. En el año 2011 fue abierto al público; desde entonces, es un espacio para la recreación, el deporte, el estudio y la investigación, además de otros beneficios ecosistémicos que brinda a la sociedad. En 2013 fue aprobado por el Ministerio de Medio Ambiente y Recursos Naturales el Plan de Manejo del Área Natural Protegida una fundación ejecuta los diferentes Programas de Manejo que proponen la restauración y conservación de la biodiversidad y demás recursos naturales en el Área; ofrecer condiciones y facilidades para que los visitantes accedan y disfruten del Área; contribuir al desarrollo de conciencia ambiental en la ciudadanía, resguardar los recursos biológicos y la seguridad de los visitantes.

## Características
El parque ofrece a los visitantes las siguientes opciones:

### Ciclovía y senda peatonal de (1 km)
Se encuentran en los linderos del Parque y paralela a la Avenida Jerusalén, están construidas de lodocreto (Unicapa), sinuosamente respetando la vegetación.

### Áreas de pícnic
Hay 7 áreas de pícnic, con mesas y bancas, juegos infantiles y parrillas barbacoa, galpones de resguardo y sanitarios. Están en la Plaza Sur, del Parque Lineal, y en las áreas de pícnic Los Eucaliptus y Los Guarumos.

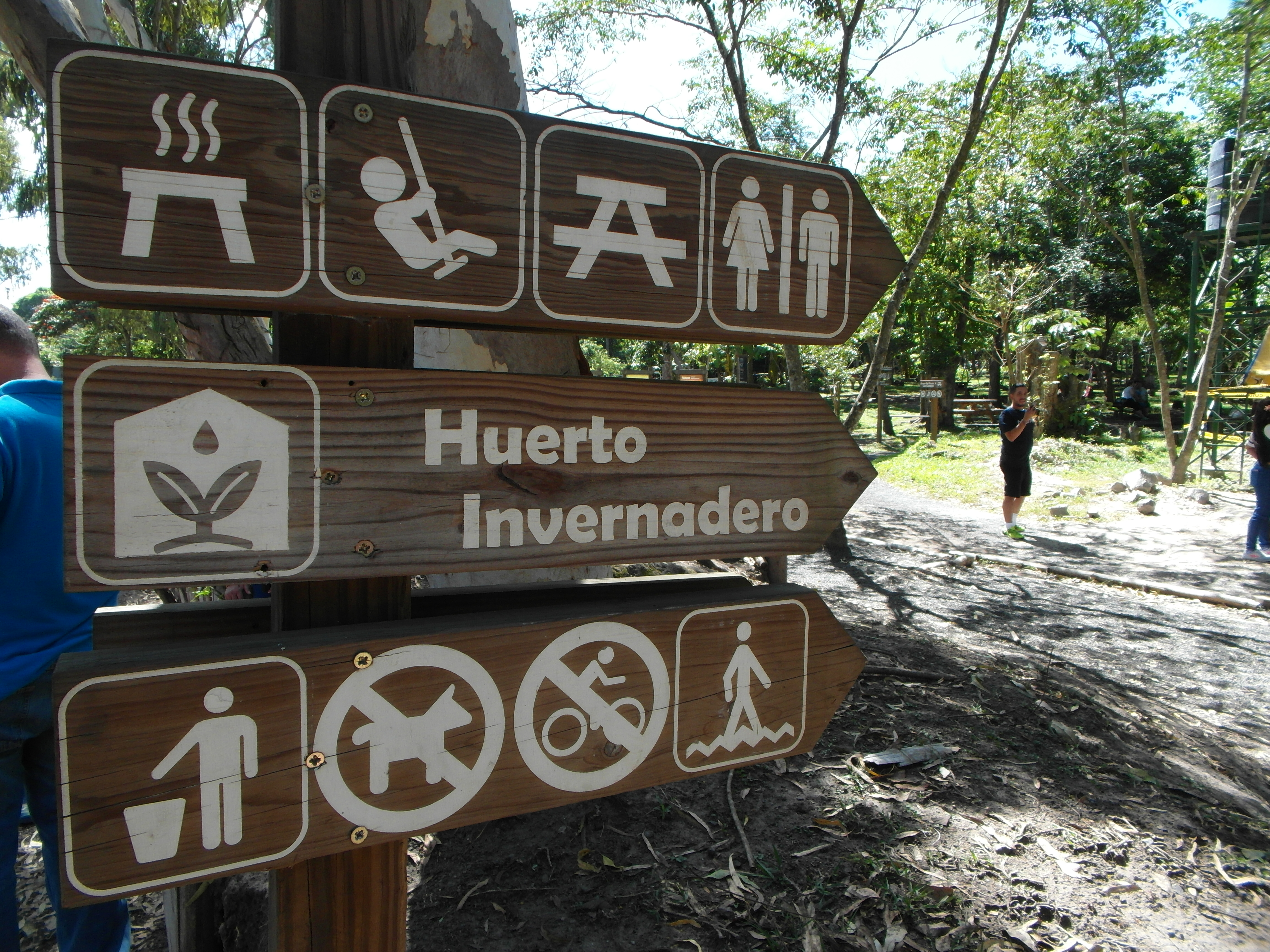
referencia en el parque

### Áreas de descanso
Algunas de ellas cuentan con sanitarios. Todas poseen bancas y pérgolas, zonas verdes y más.

### Senderos
Creados respetando el bosque, estos senderos son para:
- Caminata (3.5 km) Bicimontaña (3.6 km)
- Sendero de las Orquídeas (250 m)

Actividades Si se informa con anticipación a la Administración del Parque, puedes realizar:
- Caminatas guiadas para observar aves, mamíferos, insectos, flora, reptiles y anfibios
- Recorridos guiados para tomar fotografías de la vida silvestre
- Recorridos guiados para adultos mayores en el sendero de orquídeas
- Charlas educativas y visitas a senderos para grupos de escolares
- Concursos infantiles de dibujos y pintura naturalista
- Talleres y cursos infantiles de verano
- Eventos de ciclismo por senderos de bici-montaña
- Festivales para conmemorar fechas de medio ambiente
- Capacitación a educadores ambientalistas
- Observación de aves rapaces y toma de fotografías de su migración
- Exhibición de aves rapaces y charlas educativas
- Celebración de cumpleaños y otras festividades familiares

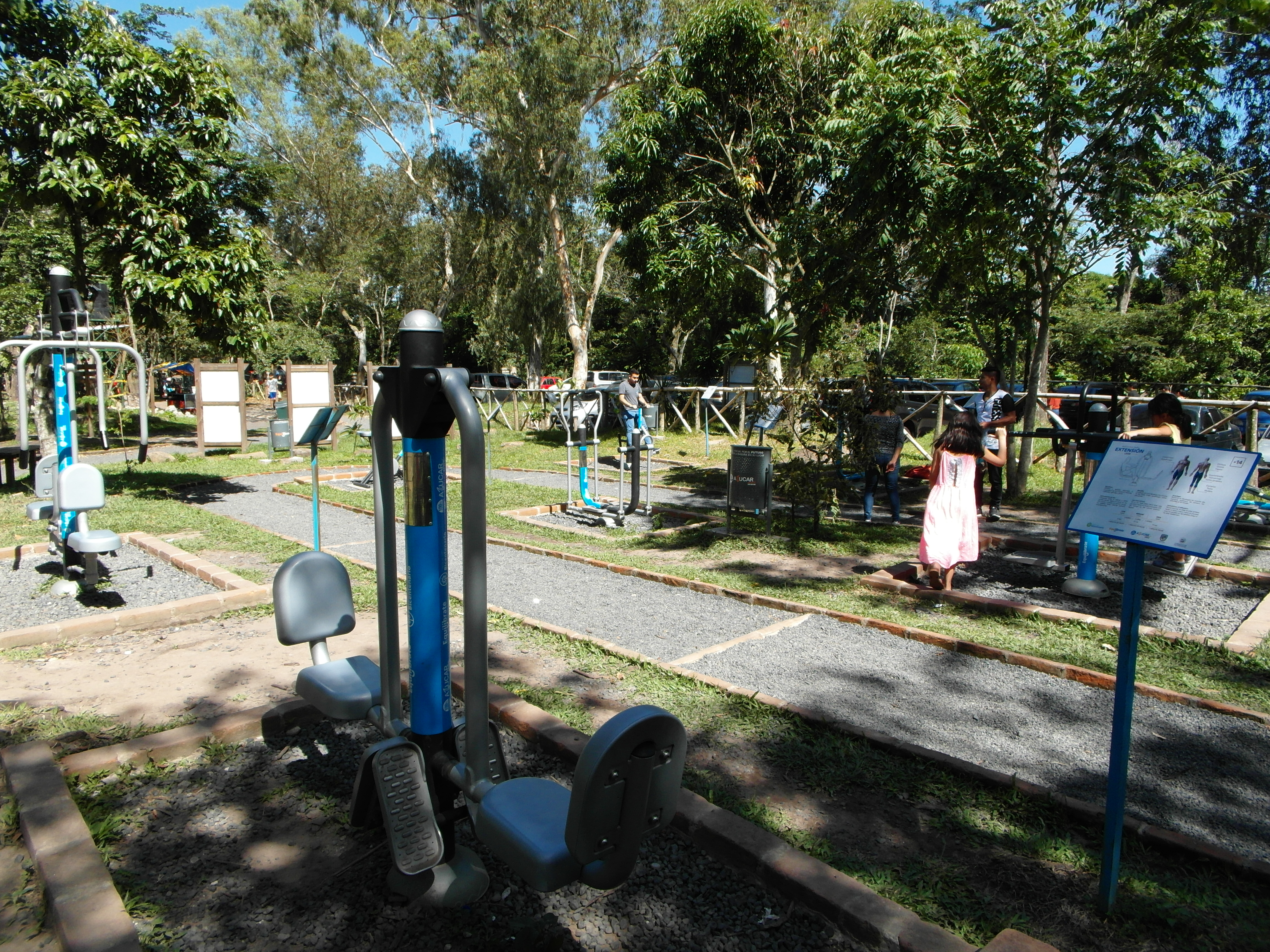
Parque del Bicentenario

### Atracciones principales
El parque cuenta con variedad de entretenimientos para goce de los visitantes, uno de los más frecuentados es el ciclismo, gran mayoría de visitantes disfrutan de este hermoso espacio de la madre naturaleza para practicar este deporte (ciclismo). Y la gran mayoría de visitantes extranjeros frecuentan el lugar para un relajado paseo en sus bicicletas mientras disfrutan de la experiencia inigualable de estar dentro de un ambiente lleno de libertad donde se conectan completamente con la madre naturaleza. El Parque Bicentenario cuenta con 3.6 kilómetros de senderos para practicar bicimontaña, aquí puedes llevar tu propia bicicleta para recorrerlos y también puedes alquilar una en el lugar.

## Extensión
El parque del Bicentenario posee una extensión de aproximadamente 91 hectáreas (128.6 manzanas), lo cual lo convierte en un pulmón ecológico muy importante para la capital salvadoreña. En este territorio se encuentran zonas públicas, zonas de uso exclusivo, zonas en recuperación, circuito ciclístico, senderos peatonales, entre otros.
Seguridad El parque cuenta con seguridad permanente. Cuenta con 43 guardarrecursos. Los fines de semana, por ser de mayor visitación, recibe el apoyo adicional de 12 efectivos del Cuerpo de Agentes Metropolitanos de la Alcaldía de San Salvador.
También cuenta con cámaras de circuito cerrado, distribuidas en puntos estratégicos del Parque, con monitoreo las 24 horas. En cuanto a las medidas de seguridad personal se recomienda que siempre vigilen a los niños que andan en bicicleta para evitar accidentes, así como también es indispensable que los ciclistas porten casco.

## Flora y fauna
El Parque del Bicentenario cuenta con una biodiversidad propia de un cafetal bajo sombra. La fauna y flora encuentra en esta área natural protegida un hogar donde reproducirse, refugiarse y alimentarse. Según datos del año 2011.

### Fauna
- Anfibios: 10
- Aves: 118
- Insectos: 183 de mariposas, 94 de arácnidos, 18 familias de insectos
- Macro hongos: 79
- Mamíferos: 26
- Reptiles: 1rieididosso

### Flora
- 536 (411 nativas y 125 exóticas)
- 156 de árboles
- 65 de arbustos
- 75 bejucos
- 29 helechos
- 209 hierbas

## Galería
Imágenes en El Parque del Bicentenario

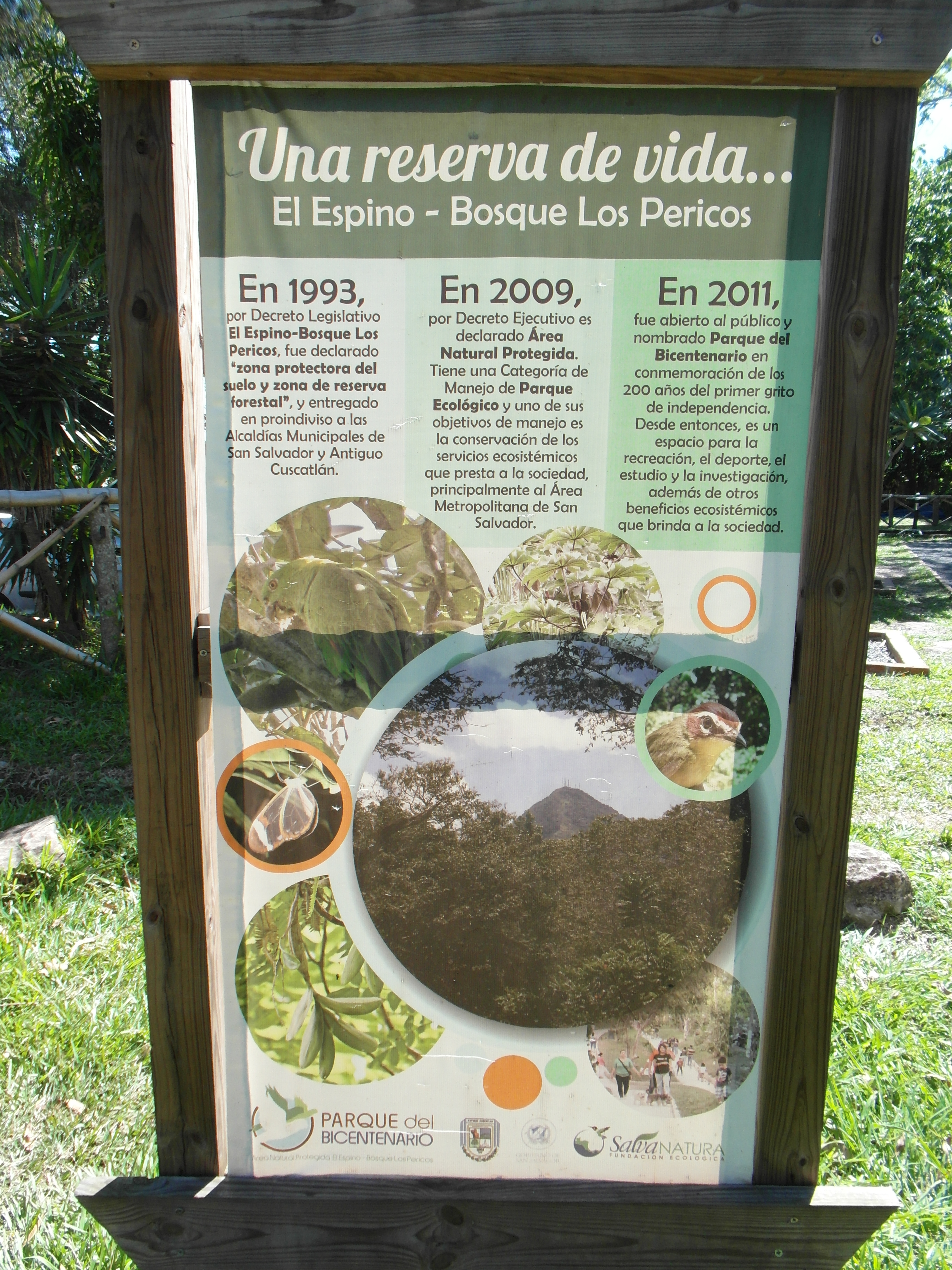
Datos dentro del parque
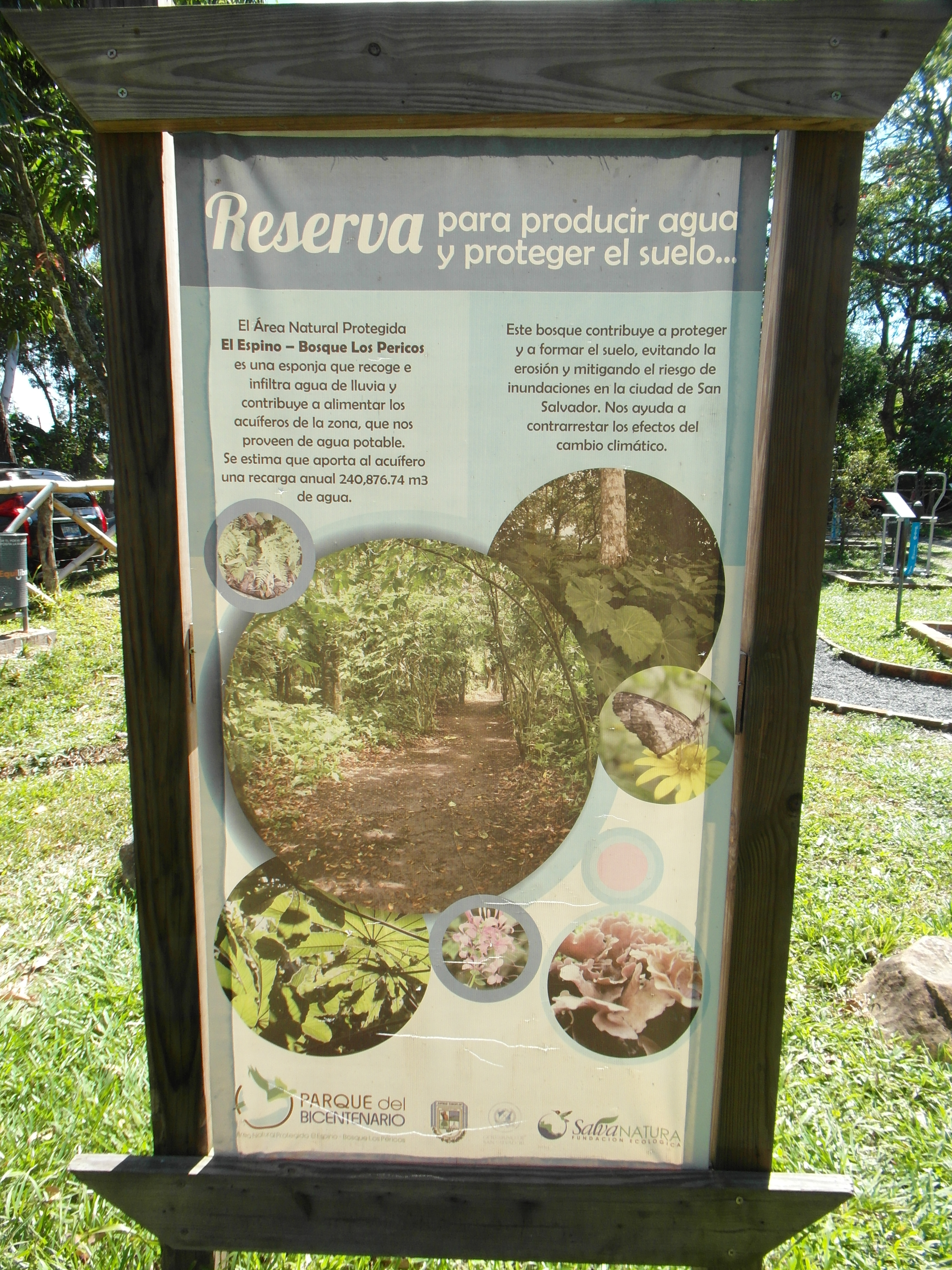
Datos dentro del parque
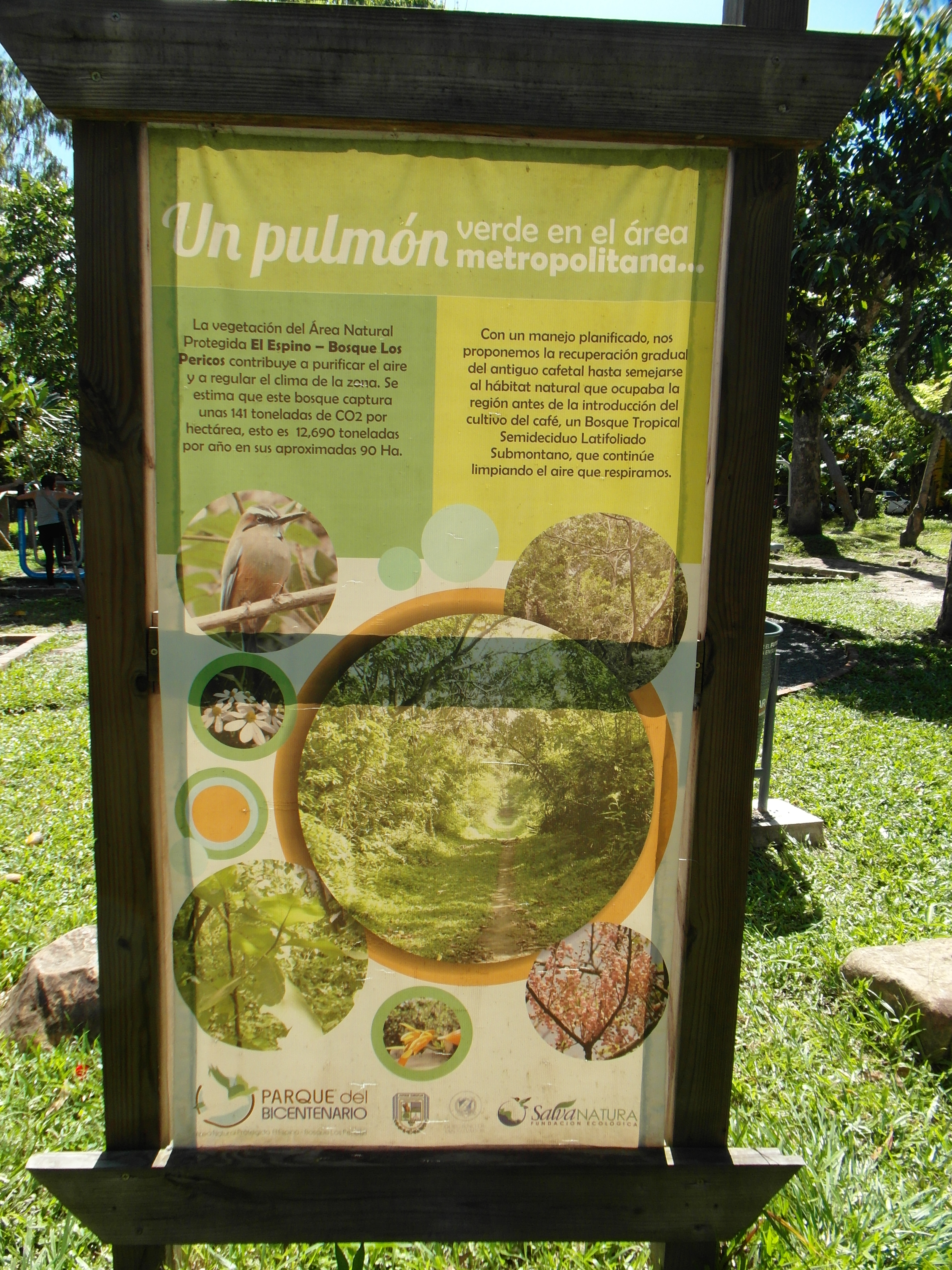
Datos dentro del parque
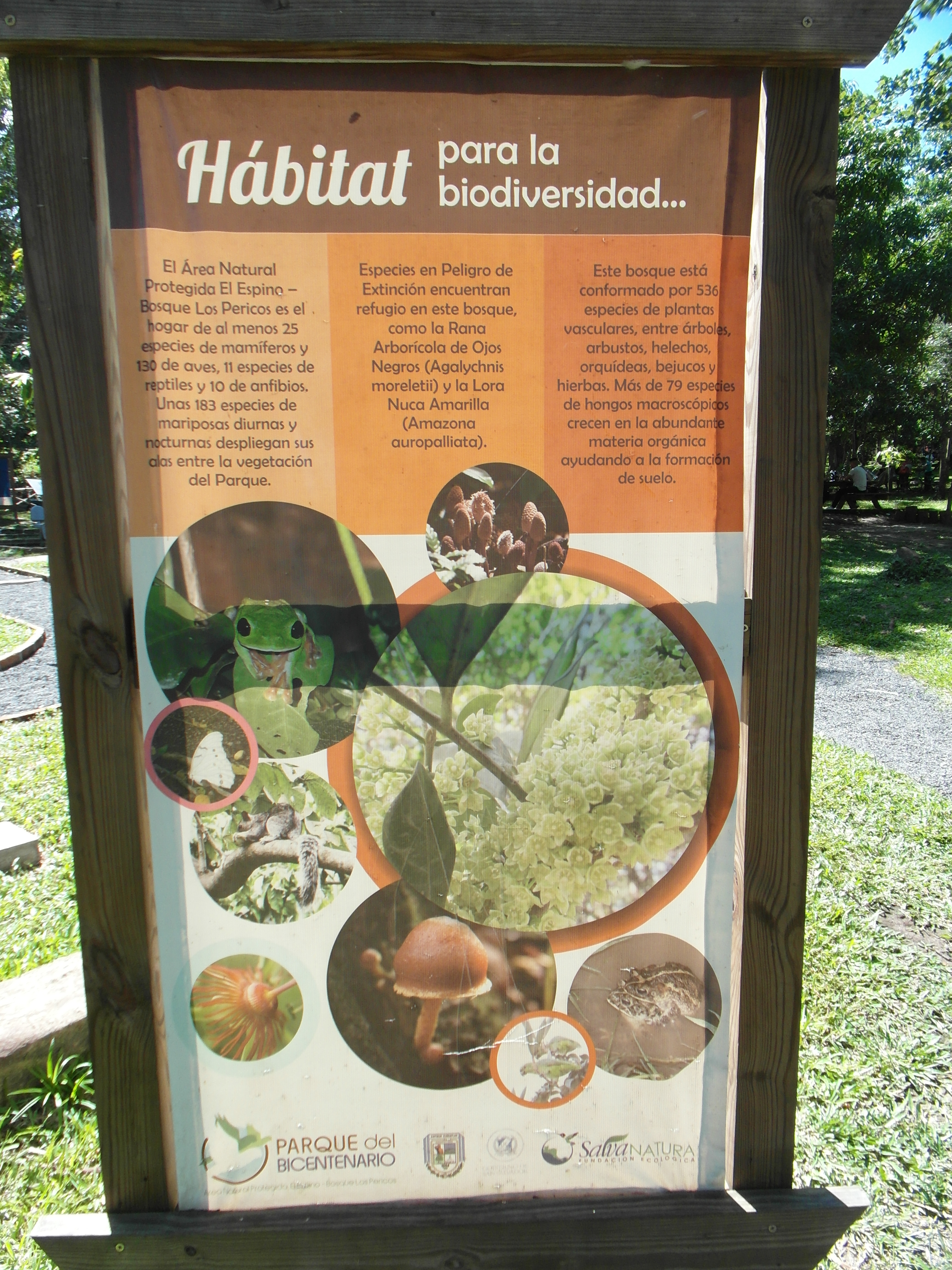
Datos dentro del parque

## Cómo llegar
La ubicación exacta del parque Bicentenario es la siguiente: avenida Jerusalén, San Salvador. Consta de dos entradas, una ubicada sobre la avenida Jerusalén, y otra entrada vehicular en final calle La Mascota. Para llegar puede abordar la ruta 101-D que le deja a escasos metros del parque, teléfono 2511 6000.